# Đề Thám, Thái Bình (thành phố)
Đề Thám là một phường thuộc thành phố Thái Bình, tỉnh Thái Bình, Việt Nam.
Phường có diện tích 0,55 km², dân số 7.747 người, mật độ dân số 14.085 người/km²